# Dirphia medinensis
Dirphia medinensis är en fjärilsart som beskrevs av Max Wilhelm Karl Draudt 1930. Dirphia medinensis ingår i släktet Dirphia och familjen påfågelsspinnare. Inga underarter finns listade i Catalogue of Life.